# Pro Wrestling NOAH
Pro Wrestling Noah (conocida y escrita muchas veces como Pro Wrestling NOAH) es una promoción de lucha libre profesional japonesa, fundada el 2000 por la antigua imagen de All Japan Pro Wrestling, Mitsuharu Misawa. NOAH es transmitido semanalmente en Japón, así como en Canadá y el Reino Unido en The Fight Network. 
NOAH tiene acuerdos de trabajo con Ring of Honor, World League Wrestling, Pro Wrestling ZERO1, Impact Wrestling y Lucha Libre AAA Worldwide. Actualmente, Pro Wrestling NOAH cuenta con Diamond Ring como territorio de desarrollo, el cual comparte con Dragon Gate.

## Historia

### Noah bajo Misawa (2000-2009)

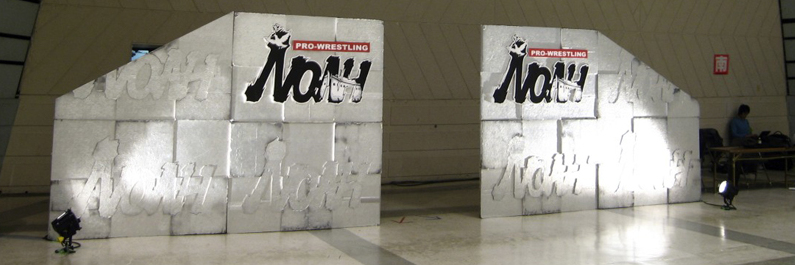
Escenografía de la promoción con el logotipo original de NOAH, que incluye una paloma sosteniendo una rama de olivo, en alusión a la historia bíblica de Noé (Noah en otros idiomas).

En enero de 1999, el fundador y promotor de All Japan Pro Wrestling Giant Baba murió, dejando la compañía en manos de su viuda Motoko Baba como dueña y Misawa como presidente. Sin embargo, desalentado con la dirección que Motoko Baba buscaba para dirigir la compañía, Misawa dejó la promoción el 28 de mayo de 2000 para formar una nueva, llamada Pro Wrestling Noah. Todos los luchadores con excepción de dos estrellas originales de All Japan (Masanobu Fuchi y Toshiaki Kawada) y dos gaijin (Stan Hansen y Maunakea Mossman) siguieron a Misawa. El nombre de la promoción alude a la historia Bíblica de Noé (Noah en árabe), en la que las personas y los animales en el arca sobrevivieron el diluvio y empezaron un nuevo comienzo para el mundo, una historia que fue vista como un paralelo de la salida de los luchadores de All Japan. El símbolo promocional de NOAH, un arca con paloma sosteniendo una rama de olivo, se refiere a esto.
Pro Wrestling Noah es esencialmente una continuación del sistema promocional de All Japan en los años 90s, con un ligero margen al permitir que luchadores de otras promociones compitieran, algo que Giant Baba había prohibido. Noah también promueve una importante división junior heavyweight, que era algo que en All Japan había sido relativamente dejado de lado en los 90s debido a la falta de pushes para las estrellas jóvenes (como Yoshinobu Kanemaru, KENTA y Naomichi Marufuji, que rápidamente se convirtieron en los "aces" junior de Noah).
Wrestling Observer nombró a Noah como la mejor empresa de lucha libre en 2004 y 2005, además de nombrar su programa de televisión como el mejor de 2003.
El 13 de junio de 2009, Misawa hizo pareja con Go Shiozaki contra Akitoshi Saito y Bison Smith en el Hiroshima Green Arena. Tras recibir un belly to back suplex de Saito, Misawa perdió la consciencia y fue llevado a un hospital. Él fue pronunciado muerto en el hospital a las 10:10 p. m. JST debido a daño en la espina dorsal. El 27 de junio de 2009, Akira Taue fue nombrado como sucesor de Misawa, tomando cargo como presidente de Pro Wrestling Noah. Ese mismo año, Noah perdió su programa de televisión semanal en Nippon TV.

### Noah después de Misawa (2009-2020)
En marzo de 2012, se reveló que el personal de Noah tenía lazos con el síndicato criminal de los Yakuza, lo que resultó en el despido del Gerente General Ryu Nakata y el consejero Haruka Eigen, además de imponer nuevos protocolos anti-Yakuza; como consecuencia, Noah también perdió su programa de televisión.
El 3 de diciembre de 2012, Noah liberó a Kenta Kobashi de su contrato, lo que supuestamente llevó a Atsushi Aoki, Go Shiozaki, Jun Akiyama, Kotaro Suzuki y Yoshinobu Kanemaru a anunciar que no iban a extender sus contratos con la empresa tras la expiración de sus contratos en enero de 2013. El 19 de diciembre, Noah confirmó que en efecto los cinco hombres se negaron a extender con la empresa y que estarían luchando sus últimas luchas en Noah el 23 y 24 de diciembre. Al mes siguiente, los cinco hombres se fueron a AJPW. Kobashi volvió para luchar su lucha de retiro en un ring de Noah el 11 de mayo de 2013, en Final Burning en Budokan.
El 12 de mayo en el evento "New Chapter" de Noah realizado en Korakuen Hall en Tokio, Akira Taue anunció las contrataciones de Daisuke Harada, Mikey Nicholls y Shane Haste de The Mighty Don't Kneel (TMDK) como nuevos miembros de la empresa. Taue también anunció su retiro como luchador para enfocarse en sus deberes como presidente de la empresa y su lucha de retiro tomaría lugar el 7 de diciembre de 2013 en el Ariake Coliseum. El 30 de abril de 2014, Kenta anunció su renuncia de Pro Wrestling Noah para luchar en la WWE.
A inicios de 2015, el luchador de NJPW, Jado fue nombrado como el nuevo booker de Noah. El 21 de abril, una de las más grandes estrellas de Noah, Takeshi Morishima, fue obligado a retirarse de la lucha libre profesional debido a problemas con su sangre. El 24 de diciembre de 2015, Noah anunció la contratación del freelancer Katsuhiko Nakajima. Cuatro días después, Noah anunció las partidas de Mikey Nicholls, Shane Haste y Takeshi Morishima, debido a la expiración de sus contratos al término del año. El 13 de junio de 2016, el freelancer Go Shiozaki oficialmente volvió a firmar con Noah, tres años y medio después de su renuncia de la empresa.
El 1 de noviembre de 2016, se anunció que Noah había sido vendida a la empresa de desarrollo en información tecnológica Estbee, Co, Ltd. Como resultado el expresidente de la AJPW, Masayuki Uchida se hizo a cargo como el nuevo presidente de Noah. El 7 de noviembre, Estbee oficialmente cambió su nombre a "Noah Global Entertainment kabushiki gaisha". El 27 de diciembre, Noah anunció el cambio de ubicación de sus oficinas de Ariake, Tokio a Kanda-Misakicho debido al cierre del Coliseo Ariake en junio de 2018. A finales de 2016, NJPW retiró a todos sus luchadores de Noah, incluyendo a Suzuki-gun en su totalidad, en lo que se reportó que las relaciones entre ambas empresas se había vuelto "extremadamente amarga". Habiendo perdido la relación con NJPW, los números de asistencia de Noah cayeron en un 29% durante los primeros cuatro meses de 2017. El 7 de febrero de 2017, Noah anunció un alianza de negocios con la empresa Total Nonstop Action Wrestling (TNA), la cual fue extendida en julio, luego de que esta fuera renombrada Global Force Wrestling (GFW). En marzo de 2017, Noah formó otra alianza con la empresa canadiense Border City Wrestling (BCW).
El 1 de febrero de 2019, Noah fue comprada por LIDET Entertainment, adquiriendo una participación del 75% en la compañía. Esto fue seguido el mes siguiente por el primer cambio de marca importante en la historia de la compañía. Pro Wrestling Noah no solo cambió su logotipo sino que también reemplazó el tapete verde con un lienzo blanco.
El 26 de julio, Noah anunció un acuerdo de trabajo con la empresa estadounidense Major League Wrestling, que incluiría un acuerdo de intercambio de talento y colaboración de contenido entre las dos empresas.
El 3 de octubre de 2019, Noah anunció la creación de su quinto campeonato; el Campeonato Nacional de la GHC, con el campeón inaugural siendo coronado durante el evento "Noah the BEST 2019 – A Battle With Aesthetics" llevado a cabo en Tokio, Japón.
El 5 de diciembre de 2019, fue anunciado que Noah ha entrado en un acuerdo de intercambio de talento con la empresa mexicana Grupo Internacional Revolución.
El 29 de enero de 2020, Noah fue adquirida por CyberAgent, empresa matriz de DDT Pro-Wrestling. El presidente de DDT, Sanshiro Takagi, fue nombrado presidente de Pro Wrestling Noah y Naomichi Marufuji, el vicepresidente. Los eventos de Noah comenzaron a transmitirse en el servicio de transmisión en DDT Universe a partir de NOAH Global Jr. League 2020 el 30 de enero. El 27 de julio de 2020, se anunció que Noah y DDT se fusionarían en una nueva compañía, CyberFight.

## Pro Wrestling SEM
Pro Wrestling SEM fue la afiliada menor de Pro Wrestling Noah en 2006. También una referencia a la historia Bíblica de Noé, con Sem siendo el hijo mayor de Noé. Sem fue originalmente controlada por Naomichi Marufuji y Kenta, actuando como entrenadores para los competidores novatos. La inspiración de Mitsuharu Misawa para la creación de la empresa vino la empresa alemana de lucha Westside Xtreme Wrestling, donde luchó en marzo de 2005. Los asientos son limitados para unas cien personas, de tal manera que las personas pudieran sentarse más cerca del ring. Los eventos de Sem tenían lugar generalmente en el Coliseo Ariake en Tokio. Ningún evento de Sem se ha vuelto a realizar desde 2015.

## Asociaciones
Aunque es poco frecuente, durante su historia, NOAH ha trabajado con otras promociones de lucha libre en esfuerzos de colaboración:
| Año                 | Empresa                                                          |
| ------------------- | ---------------------------------------------------------------- |
| 2001-2005           | Pro Wrestling ZERO1                                              |
| 2007-2009           | Ring of Honor                                                    |
| 2015-2016           | New Japan Pro-Wrestling                                          |
| 2007-2011 2015-2017 | Asistencia Asesoría y Administración / Lucha Libre AAA Worldwide |
| 2017-2018           | Total Nonstop Action Wrestling / Impact Wrestling                |
| 2018-presente       | International Pro Wrestling: United Kingdom                      |
| 2019-presente       | Major League Wrestling                                           |
| 2019-presente       | International Wrestling Revolution Group                         |

## Campeonatos
Pro-Wrestling NOAH posee 7 campeonatos principales activos. Todos los campeonatos poseen el acrónimo "GHC" en su nombre, el cual corresponde a las iniciales del organismo rector de la empresa que significa Global Honored Crown (Corona Global Honorifica, en español).

## Personal de Pro Wrestling NOAH

### Plantel de luchadores y otros

#### Luchadores (Heavyweight)

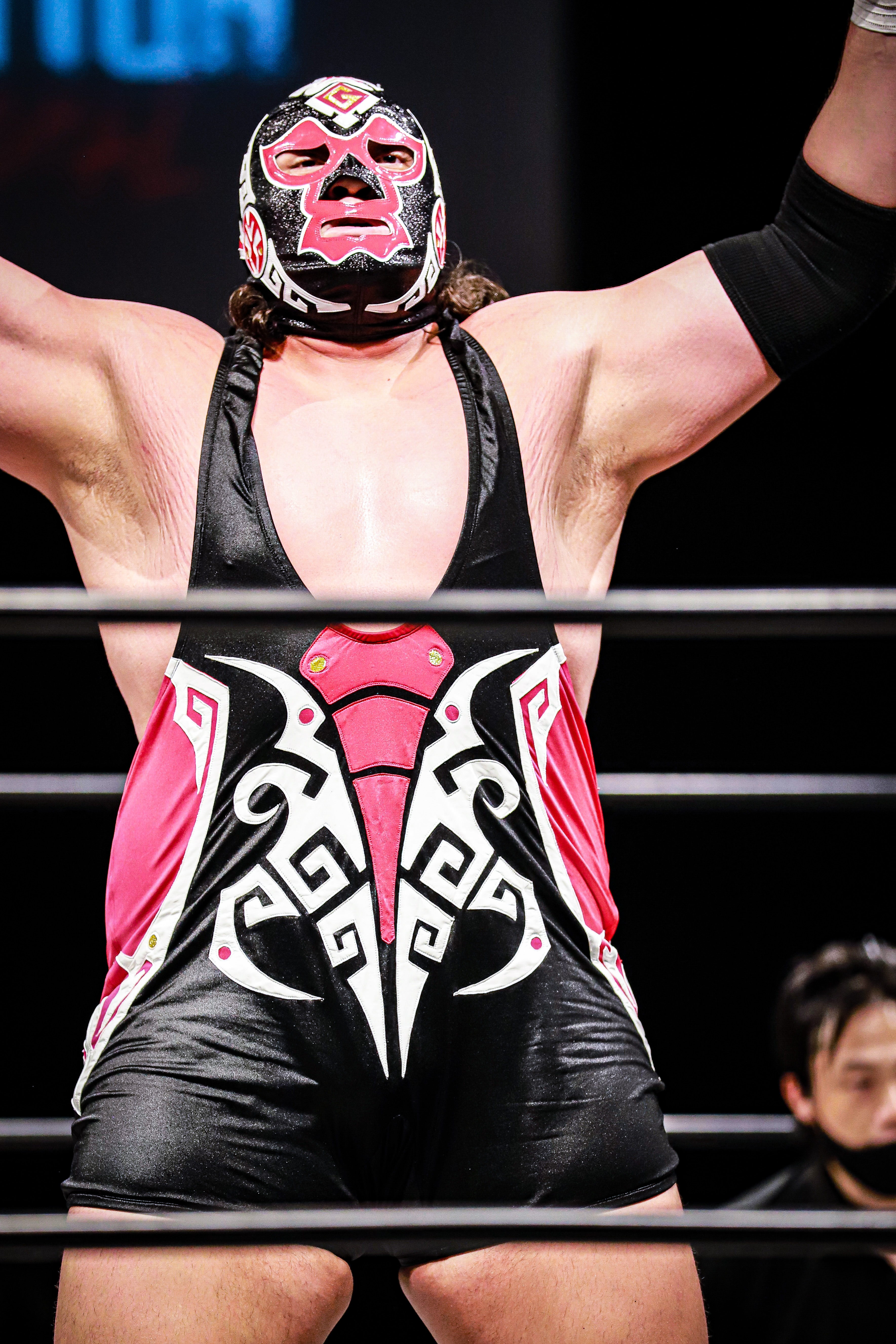
Galeno.

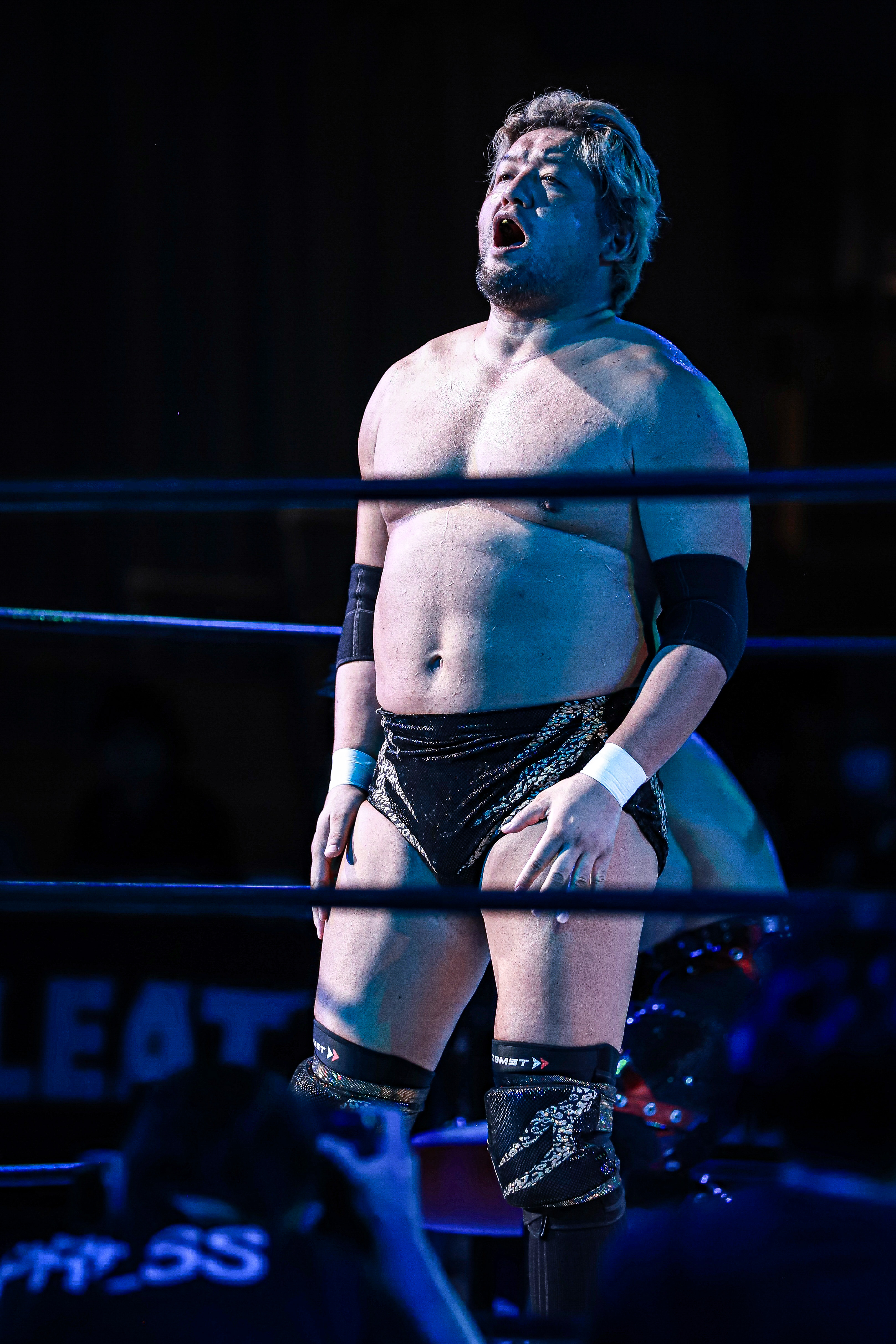
Shuji Ishikawa.

| Nombre            | Nombre Real        | Notas                                                                              |
| ----------------- | ------------------ | ---------------------------------------------------------------------------------- |
| Anthony Greene    | Anthony Greene     |                                                                                    |
| Daiki Inaba       | Daiki Inaba        |                                                                                    |
| Galeno            | Desconocido        | Campeón Nacional de la GHC.                                                        |
| Go Shiozaki       | Go Shiozaki        | Presidente de Asociación luchadores de Noah. Campeón Mundial Peso Pesado de Zero1. |
| Jack Morris       | Jack Morris        |                                                                                    |
| Kaito Kiyomiya    | Kaito Kiyomiya     | Campeón Peso Pesado de la GHC.                                                     |
| Kazunari Murakami | Kazunari Murakami  | Contrato libre.                                                                    |
| Kazushi Sakuraba  | Kazushi Sakuraba   | Contrato libre.                                                                    |
| Kazuyuki Fujita   | Kazuyuki Fujita    | Contrato libre.                                                                    |
| Keiji Mutoh       | Keiji Mutoh        |                                                                                    |
| Kendo Kashin      | Tokimitsu Ishizawa | Contrato libre.                                                                    |
| Kenoh             | Daisuke Nakae      | Campeón en Parejas de la GHC.                                                      |
| Manabu Soya       | Manabu Soya        |                                                                                    |
| Masa Kitamiya     | Mitsuhiro Kitamiya |                                                                                    |
| Masaaki Mochizuki | Masaaki Mochizuki  | Firmó contrató con Dragon Gate.                                                    |
| Masakatsu Funaki  | Masakatsu Funaki   | Contrato libre.                                                                    |
| Masao Inoue       | Masao Inoue        | Contrato libre.                                                                    |
| Masato Tanaka     | Masato Tanaka      | Firmó contrató con Pro Wrestling ZERO1.                                            |
| Muhammad Yone     | Satoshi Yoneyama   |                                                                                    |
| Naomichi Marufuji | Naomichi Marufuji  | Vicepresidente.                                                                    |
| OZAWA             | Taishi Ozawa       | Campeón Peso Pesado de la GHC.                                                     |
| Shuhei Taniguchi  | Shuhei Taniguchi   |                                                                                    |
| Shuji Ishikawa    | Shuji Ishikawa     | Campeón Peso Abierto Violento de GHC.                                              |
| Takashi Sugiura   | Takashi Sugiura    |                                                                                    |
| Ulka Sasaki       | Yuta "Ulka" Sasaki | Campeón en Parejas de la GHC.                                                      |
| Yoshiki Inamura   | Yoshiki Inamura    |                                                                                    |
| Yu Owada          | Yu Owada           |                                                                                    |

#### Luchadores (Junior heavyweight)

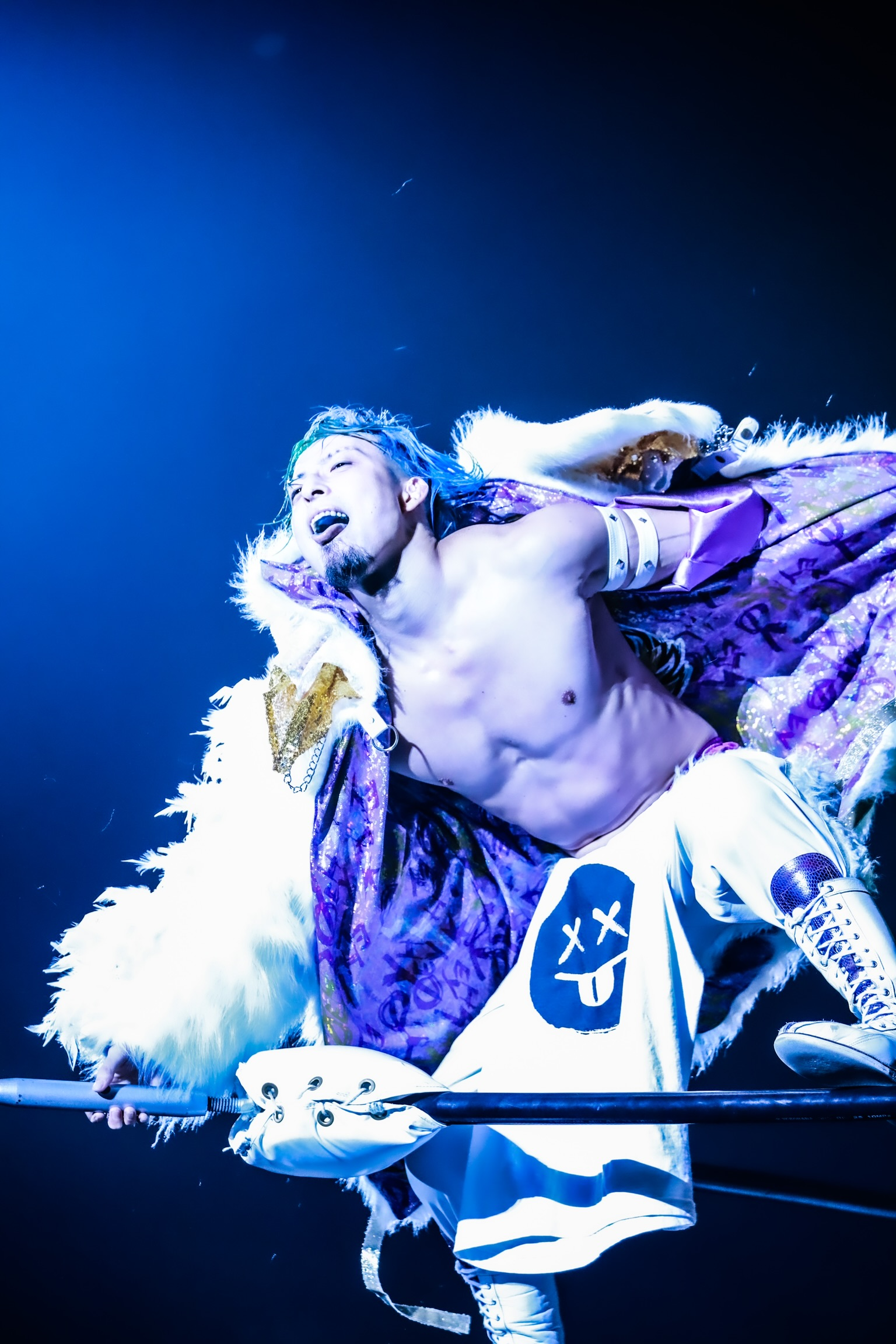
Yo-Hey

| Nombre          | Nombre Real               | Notas                                            |
| --------------- | ------------------------- | ------------------------------------------------ |
| Alejandro       | Kohei Fujimura            |                                                  |
| Amakusa         | Yuki Sato                 |                                                  |
| Atsushi Kotoge  | Atsushi Kotoge            |                                                  |
| Black Menso~re  | Desconocido               |                                                  |
| Daiki Odashima  | Daiki Odashima            |                                                  |
| Daisuke Harada  | Daisuke Harada            |                                                  |
| Daga            | Miguel Ángel Olivo Castro |                                                  |
| Dragon Bane     | Desconocido               | Campeón en Parejas Peso Pesado Junior de la GHC. |
| Eita            | Eita Kobayashi            |                                                  |
| Hajime Ohara    | Hajime Ohara              |                                                  |
| Hayata          | Yohei Hayata              | Campeón en Parejas Peso Pesado Junior de la GHC. |
| Hi69            | Hiroki Tanabe             |                                                  |
| Ikuto Hidaka    | Ikuto Hidaka              | Contrato libre.                                  |
| Junta Miyawaki  | Junta Miyawaki            |                                                  |
| Kai Fujimura    | Kai Fujimura              |                                                  |
| Ninja Mack      | Brenden McAleavey         |                                                  |
| Nosawa Rongai   | Kazushige Nosawa          |                                                  |
| Shuji Kondo     | Shuji Kondo               |                                                  |
| Super Crazy     | Francisco Islas Rueda     | Contrato libre.                                  |
| Tadasuke        | Tadasuke Yoshida          |                                                  |
| YO-HEY          | Yohei Fujita              | Campeón Peso Pesado Junior de la GHC.            |
| Yoshinari Ogawa | Yoshinari Ogawa           |                                                  |

#### Equipos de NOAH
| Nombre          | Miembros                                                          | Notas                                                 |
| --------------- | ----------------------------------------------------------------- | ----------------------------------------------------- |
| All Rebellion   | Kaito Kiyomiya, Galeno, Alejandro & Kai Fujimura                  |                                                       |
| Ken-Ken Tag     | Kenoh, Kenta & Ulka Sasaki                                        | Campeones en Parejas de la GHC (sólo Kenoh & Sasaki). |
| Los Golpeadores | Dragon Bane & Alpha Wolf                                          | Campeones en Parejas Peso Pesado Junior de la GHC.    |
| Passionate      | Daiki Inaba, Saxon Huxley & Manabu Soya                           |                                                       |
| Ratel's         | Hayata, Yo-Hey, Yuto Kikuchi & Daisuke Harada                     |                                                       |
| Team Noah       | Go Shiozaki, Atsushi Kotoge, Akitoshi Saito & Muhammad Yone       |                                                       |
| Team 2000X      | Daga, Jack Morris, Tadasuke, Owada-San, Taishi Ozawa & YoshiTatsu |                                                       |

#### Luchadoras

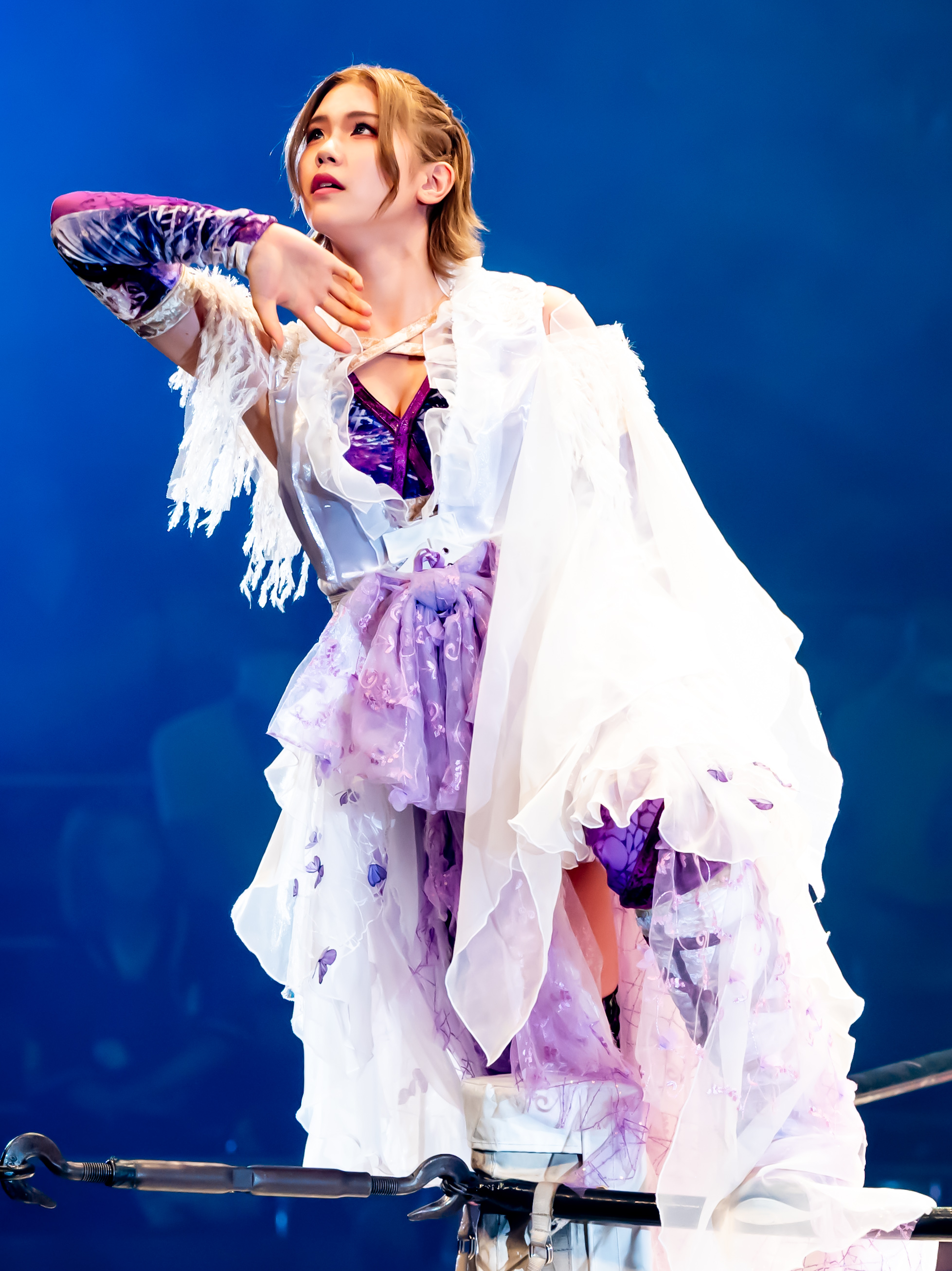
Kouki Amarei

| Nombre       | Nombre Real  | Notas                  |
| ------------ | ------------ | ---------------------- |
| Kouki Amarei | Kouki Amarei | Campeona Femenina GHC. |

#### Personal
| Nombre          | Nombre Real     | Notas                       |
| --------------- | --------------- | --------------------------- |
| Akira Taue      | Akira Taue      | Auditor.                    |
| Daisuke Ito     | Daisuke Ito     | Director.                   |
| Masayuki Uchida | Masayuki Uchida | Dueño Principal Presidente. |
| Yosuke Fuwa     | Yosuke Fuwa     | Representante directiva.    |

## Equipo de transmisión
La siguiente sección se refiere a los presentadores que cubren las transmisiones de Pro Wrestling NOAH. Este grupo incluye entrevistadores, comentaristas, anunciadores de ring, anfitriones previos al programa y analistas.
| Nombre         | Nombre real    | Notas               |
| -------------- | -------------- | ------------------- |
| G-Man          | Desconocido    | Anunciador del ring |
| Akitoshi Saito | Akitoshi Saito | Comentarista        |